# Cayo Cestio Galo
Cayo o Gayo Cestio Galo  (m. 67) fue un político y militar romano del siglo I.

## Familia
Galo fue miembro de la gens Cestia, de una familia quizá originaria de Preneste o Campania. Fue hijo de Cayo Cestio Galo, cónsul en el año 35.

## Carrera pública
Obtuvo el consulado, en calidad de suffectus, en el año 42. Más adelante, en el año 63 o 65, fue nombrado gobernador de Siria. Marchó a Judea en el año 66 en una tentativa de restaurar la calma a comienzos de la primera guerra judeo-romana. Tuvo éxito en la batalla de Beit She'arim en el valle de Jezreel, pero fue incapaz de tomar Jerusalén.
Mientras se retiraba fue derrotado en la batalla de Beth-Horon y perdió casi una legión entera, aproximadamente seis mil soldados, a manos de Eleazar ben Simon. Durante su retirada fue perseguido y rodeado en un barranco; sólo logró llegar a Antioquía a costa de sacrificar la mayor parte de su ejército y una gran cantidad de material de guerra.
Poco después de regresar, antes de la primavera del año 67, Galo murió y fue sucedido en el cargo de gobernador por Cayo Licinio Muciano y el emperador Nerón designó al general Vespasiano para sofocar la rebelión.